# Mauro Sousa
Mauro Silva Sousa (Livramento, 31 oktober 1990) is een Braziliaans voormalig voetballer die doorgaans speelde als middenvelder. Tussen 2011 en 2018 speelde hij voor Atlético Goianiense, Gil Vicente en Sporting Braga.

## Clubcarrière
Sousa begon zijn carrière bij Atlético Goianiense, waarmee hij in 2011 de Campeonato Goianense wist te winnen. Hierop verkaste de middenvelder naar Gil Vicente. Voor die club kwam hij uit in negen competitiewedstrijden en na een jaar trok Sporting Braga hem aan. Bij Braga was de Braziliaan seizoenenlang een reserve in het elftal, maar in de jaargangen 2013/14 en 2015/16 speelde hij meer dan twintig wedstrijden in de Primeira Liga. Sousa speelde in het seizoen 2016/17 tot aan eind november acht wedstrijden, in alle gevallen deed hij de gehele wedstrijd mee. De negende wedstrijd volgde op 28 november 2016, toen met 6–2 gewonnen werd van Feirense. De middenvelder begon in de basis maar werd net voor rust met een knieblessure door coach José Peseiro vervangen door Nikola Vukčević. Uiteindelijk bleek de blessure zo zwaar dat hij de rest van het seizoen zou moeten missen. Door deze blessure kwam hij ook in het seizoen 2017/18 niet in actie en hierop zette Sousa een punt achter zijn actieve loopbaan.

## Clubstatistieken
| Seizoen | Club                | Competitie    | Competitie | Competitie | Beker | Beker | Internationaal | Internationaal | Totaal | Totaal |
| Seizoen | Club                | Competitie    | Wed.       | Dlp.       | Wed.  | Dlp.  | Wed.           | Dlp.           | Wed.   | Dlp.   |
| ------- | ------------------- | ------------- | ---------- | ---------- | ----- | ----- | -------------- | -------------- | ------ | ------ |
| 2011    | Atlético Goianiense | Série A       | 6          | 0          | 0     | 0     | —              | —              | 6      | 0      |
| 2011/12 | Gil Vicente         | Primeira Liga | 9          | 0          | 4     | 0     | —              | —              | 13     | 0      |
| 2012/13 | Sporting Braga      | Primeira Liga | 8          | 0          | 1     | 0     | —              | —              | 9      | 0      |
| 2013/14 | Sporting Braga      | Primeira Liga | 25         | 0          | 7     | 0     | 2              | 0              | 34     | 0      |
| 2014/15 | Sporting Braga      | Primeira Liga | 5          | 0          | 5     | 0     | —              | —              | 10     | 0      |
| 2015/16 | Sporting Braga      | Primeira Liga | 21         | 0          | 8     | 0     | 7              | 0              | 36     | 0      |
| 2016/17 | Sporting Braga      | Primeira Liga | 9          | 0          | 1     | 0     | 4              | 0              | 14     | 0      |
| 2017/18 | Sporting Braga      | Primeira Liga | 0          | 0          | 0     | 0     | 0              | 0              | 0      | 0      |
| Totaal  | Totaal              | Totaal        | 93         | 0          | 26    | 0     | 13             | 0              | 132    | 0      |

## Erelijst
| Competitie          | Aantal              | Jaren               |                     |                     |
| Atlético Goianiense | Atlético Goianiense | Atlético Goianiense | Atlético Goianiense | Atlético Goianiense |
| ------------------- | ------------------- | ------------------- | ------------------- | ------------------- |
| Campeonato Goiano   | 1                   | 2011                |                     |                     |
| Sporting Braga      |                     |                     |                     |                     |
| Taça de Portugal    | 1                   | 2015/16             |                     |                     |
| Taça da Liga        | 1                   | 2012/13             |                     |                     |